# Północna Magistrala Piaskowa
Północna Magistrala Piaskowa – nazwa zwyczajowa normalnotorowej, przemysłowej, niegdyś dwutorowej i zelektryfikowanej linii kolejowej, która łączyła bezpośrednio stację kolei piaskowej Jęzor Centralny w Sosnowcu z szybami podsadzkowymi, znajdującymi się w Mysłowicach, Sosnowcu, Siemianowicach Śląskich, Chorzowie, Piekarach Śląskich i Bytomiu. Linia stanowiła jedną z głównych magistrali kolei piaskowych w Górnośląskim Okręgu Przemysłowym. Oprócz materiału podsadzkowego w postaci piasku Magistralą Północną transportowano również węgiel kamienny, popioły odpadowe oraz skałę płonną z pobliskich zakładów przemysłowych. Do czerwca 2013 r. pozostawał w eksploatacji fragment dawnej Magistrali Północnej w postaci linii kolejowej KP 201 Jęzor Centralny JCA – Piekary Śląskie Szarlej o długości 26,886 km.

## Historia

### Budowa linii (1951–1956)

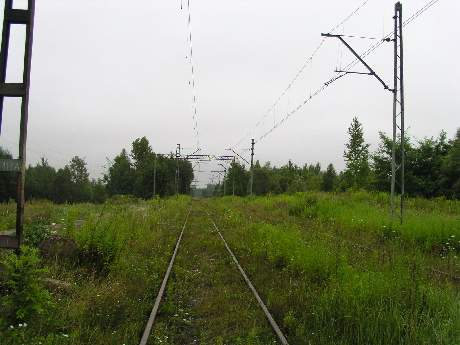
Szlak podg Bańgów – podg Siemianowice (2012)

Do najważniejszych zadań utworzonego 01.01.1951 r., w wyniku upaństwowienia śląskich i zagłębiowskich odkrywkowych kopalń piasku, Przedsiębiorstwa Materiałów Podsadzkowych Przemysłu Węglowego należało wydobycie piasku podsadzkowego i dostarczania tego materiału do szybów podsadzkowych kopalń węgla kamiennego Górnośląskiego Okręgu Przemysłowego. Do tego celu PMP-PW wykorzystywało transport szynowy na własnej, systematycznie rozbudowywanej sieci kolejowej. 
W 1951 r. rozpoczęto budowę dwutorowej linii kolejowej, łączącej główne pola wydobycia piasku podsadzkowego w Borze i Szczakowej z szybami kopalń węgla kamiennego północnej części Górnośląskiego Okręgu Przemysłowego.
Nowo powstałe odcinki Magistrali przekazywano do eksploatacji w latach 1951–1956, w tym odcinek o długości 14,9 km jeszcze w roku 1951.
Projekt Magistrali zakładał jej przebieg z dala od zabudowań miejskich czy osiedli mieszkaniowych. Zaprojektowanie na trasie przebiegu Magistrali licznych wiaduktów ograniczyło do minimum liczbę skrzyżowań w jednym poziomie z drogami. W okolicach posterunków Mysłowice, Borki i Bańgów Magistralę Północną przeprowadzono w specjalnie wykonanych wykopach, natomiast przez posterunki Siemianowice, Zygmunt August i Lompa linia przebiegała na nasypie kolejowym.
Podczas elektryfikacji Magistrali wykorzystywano bramowe słupy trakcyjne pozyskane ze zdemontowanych poniemieckich sieci w rejonie Lubania Śląskiego i Jeleniej Góry.

### Eksploatacja Magistrali (1956–1999)
W pierwszych latach funkcjonowania ruch kolejowy na Magistrali był prowadzony wyłącznie trakcją parową z wykorzystaniem parowozów towarowych produkcji polskiej serii Ty45. Od roku 1962 eksploatowano również poniemieckie parowozy towarowe serii Ty2.
Na linii odbywał się rozkładowy ruch pociągów pracowniczych PMP-PW. Pociągi służbowe kursowały na trasie Jęzor Centralny JCA - podg Barbara i zestawiane były głównie ze składów wagonowych złożonych z elektrowozu ET21 i wagonu 94A. Po roku 1971 linię sporadycznie obsługiwał specjalnie zakupiony od PKP elektryczny zespół trakcyjny EN57 o numerze bocznym 402.
Po podziale PMP-PW w roku 1991 na cztery niezależne przedsiębiorstwa wydobywcze piasku, operatorem Magistrali został Zakład Transportu Kolejowego Kopalni Piasku „Szczakowa” zajmujący się w ramach spółki obsługą przewozów kolejowych.

### Degradacja szlaków (od 2000 r.)

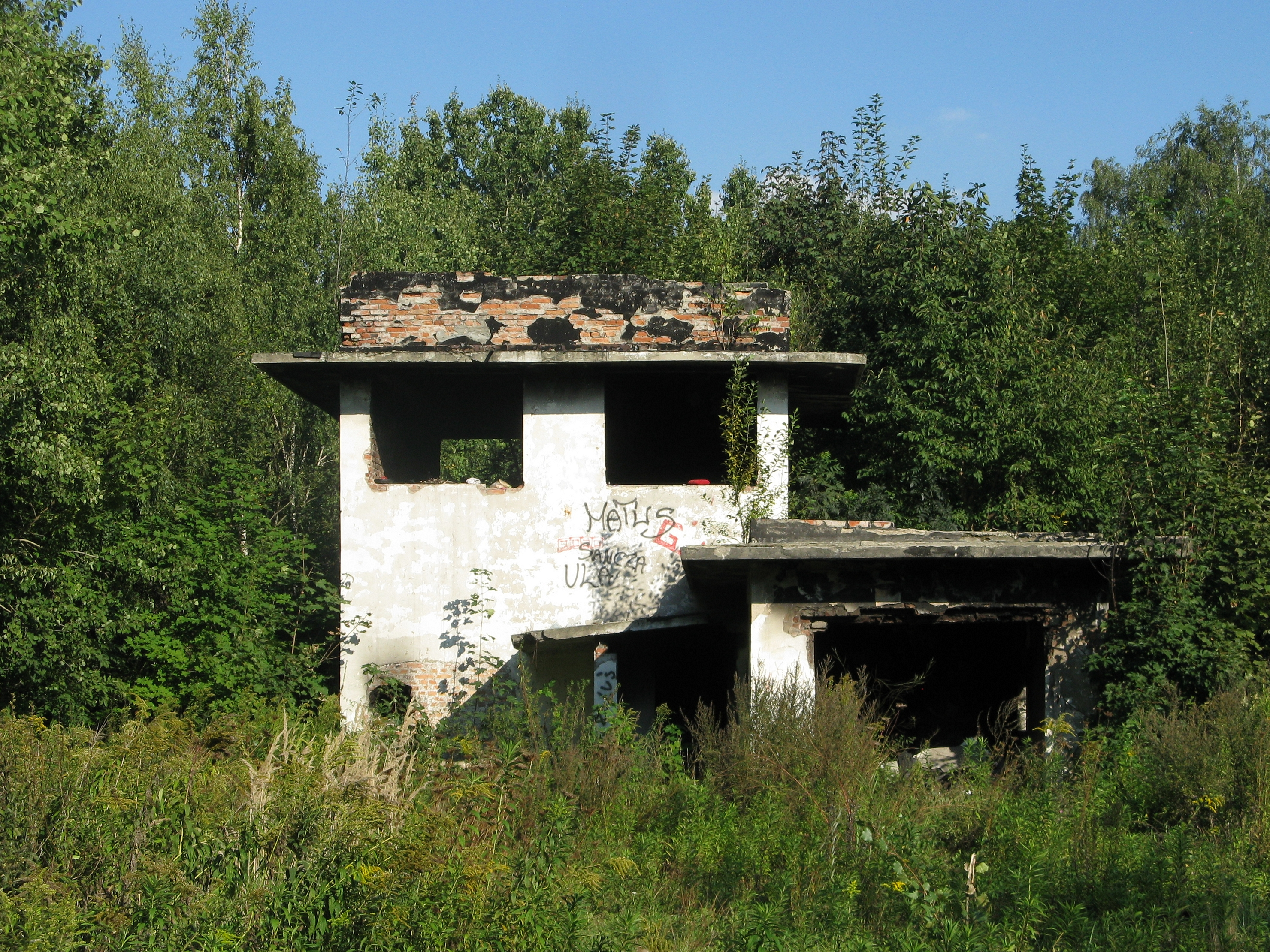
Nastawnia posterunku odgałęźnego Karol Miarka w Bytomiu-Rozbarku (2018)

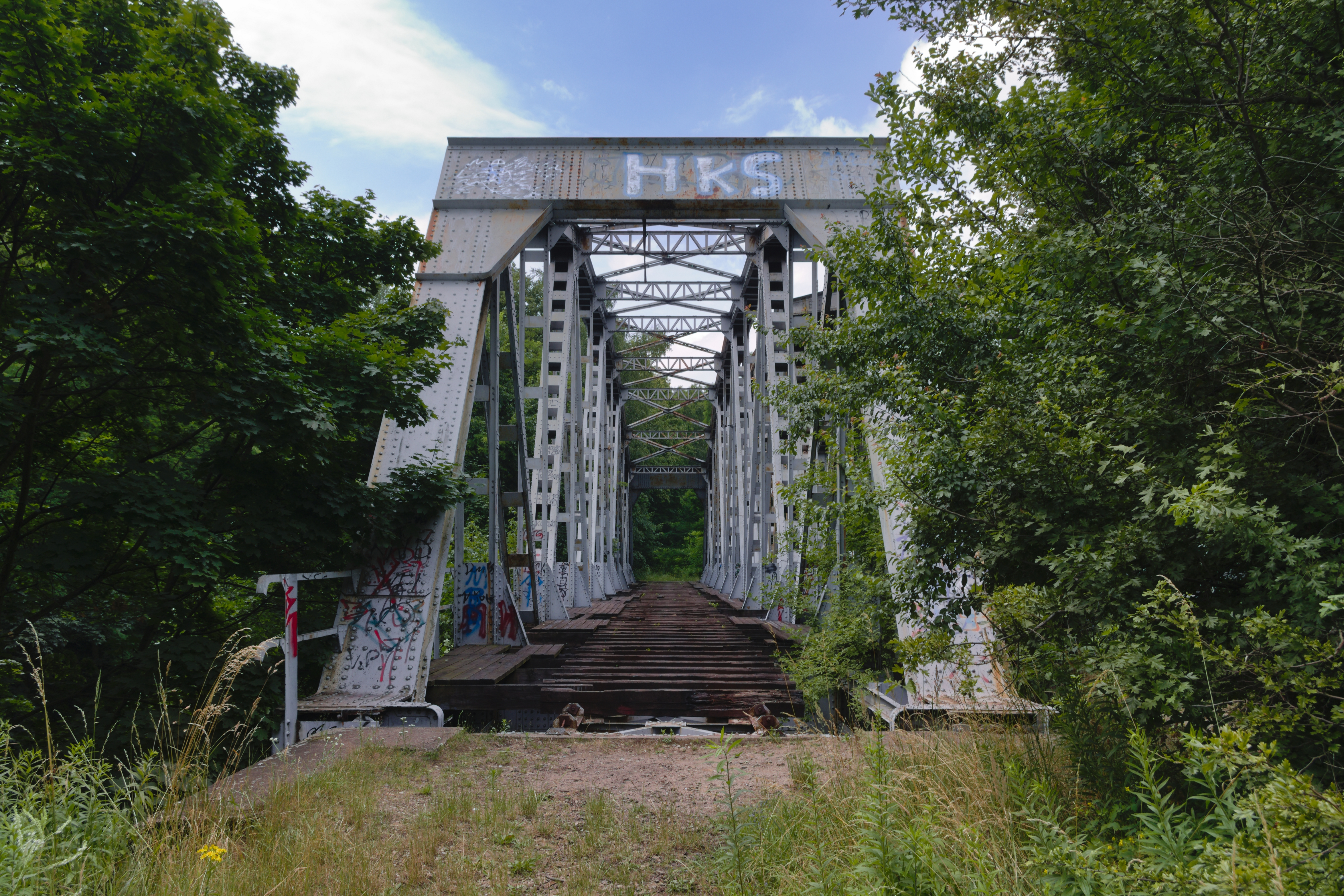
Most kolejowy nad Przemszą w Sosnowcu (2021)

Ciągłe zmniejszanie się przewozów towarowych, spowodowane likwidacją głównych odbiorców piasku podsadzkowego, a także liczne kradzieże i dewastacje infrastruktury doprowadziły na przełomie 2002 i 2003 roku do demontażu sieci trakcyjnej na Magistrali Północnej.
W roku 2002 w wyniku kolejnych przekształceń własnościowych operatorem Magistrali została spółka PCC Śląskie Linie Kolejowe, należąca do niemieckiej grupy kapitałowej PCC AG.
Infrastruktura Magistrali, poza doraźnymi remontami wynikającymi z powstawania szkód górniczych, nie podlegała istotnym modernizacjom. Okres wiosennych roztopów powodował częste zalania torowiska Magistrali, które na odcinku Mysłowice – Borki przebiegała w wykopie. Z powodu zalania torowiska w obrębie przystanku służbowego Sosnowieckie Mosty, w latach 2000–2006 ruch kolejowy wstrzymywano, wytyczając objazdy pociągów przez łącznicę nr 202a Katowice Dąbrówka Mała – podg Borki.
Od roku 2000 stopniowo zawieszano kursowanie pociągów z materiałem podsadzkowym na zachodnim odgałęzieniu Magistrali Północnej (od stacji Zygmunt August do szybu Piast KWK Polska w Chorzowie). W maju 2000 zlikwidowano jednotorowy odcinek podg Łagiewniki – szyb Piast KWK Polska. W 2005 zlikwidowano podg Karol Miarka, zaś w roku 2007 zlikwidowano tor dojazdowy do Haldex Szombierki i szybu KWK Rozbark, tracąc połączenie stykowe z siecią KP Kotlarnia.
Od maja do grudnia 2007 wykonano awaryjne usunięcie szkód górniczych w torze szlakowym na odcinku Zygmunt August – podg Barbara oraz Borki – Siemianowice.
W wyniku trwającego spadku przewozów towarowych na przełomie 2003/2004 roku zdemontowano drugi tor szlakowy od podg Borki do podg Bańgów. W styczniu 2005 zlikwidowano podg Bańgów, przenosząc powiązanie z Błędowską Magistralą Piaskową na pbocz. Siemianowice. Na przełomie stycznia i lutego 2007 roku zdemontowano drugi tor szlakowy Magistrali od podg Borki do podg JCB. Odcinek dwutorowy zachowano pomiędzy pbocz. Siemianowice i stacją Zygmunt August.
W roku 2008 podniesiono torowisko pbocz. Siemianowice oraz dobudowano piętro tego posterunku, a także zabudowano przekaźnikowe urządzenia nastawcze. W drugiej połowie 2009 roku murowany parterowy budynek podg Barbara zastąpiono kontenerem dwukondygnacyjnym.
Od 16 marca 2010 r. zarządcą infrastruktury kolejowej Magistrali jest spółka Infra SILESIA S.A. w Rybniku, należąca do grupy DB Schenker Rail Polska.
W czerwcu 2012 r. zdemontowano odcinek jednotorowy Błędowskiej Magistrali Piaskowej od pbocz. Siemianowice przez podg Rozkówka („RA”) w Czeladzi, podg Brzozowica („Bw”) w Będzinie do stacji Kuźnica Warężyńska („KWA”) w Dąbrowie Górniczej. W efekcie Magistrala Północna utraciła bezpośrednie połączenie z bocznicą kolejową EC Łagisza w Będzinie, linią kolejową PLK nr 183 oraz z Zakładami Napraw Taboru Kolejowego „Kuźnica Warężyńska”.
Od 25.10.2012 dostawy piasku podsadzkowego do jedynego czynnego na Magistrali Północnej mostu podsadzkowego Witczak były realizowane przez spółkę PKP Cargo Service. Nowy przewoźnik dostarczał materiał podsadzkowy z Kopalni Piasku Kotlarnia, wykorzystując jedynie krótki odcinek Magistrali podg Barbara – Zygmunt August – Witczak dla przejazdu jednego pociągu towarowego na dobę. PKP Cargo Service obsługiwało bocznicę mostu podsadzkowego Witczak do 2014, kiedy to przetarg na obsługę bocznicy wygrał CTL Maczki Bór. Piasek dostarczany z kopalni Maczki Bór dostarczany jest w oparciu o szlak Bór Górny – Huta Cedler i dalej szlakami PKP PLK.
W kwietniu 2013 r., na zlecenie zarządcy linii nr 202 Infra SILESIA S.A. w Rybniku, zdemontowano tor nr 2 na szlaku pbocz. Siemianowice – Zygmunt August. Od tego momentu dawna Magistrala Północna w całości została linią jednotorową.
1 czerwca 2013 r. przystąpiono do fizycznej likwidacji łącznicy kolejowej nr 202a Borki - Katowice Dąbrówka Mała (PKP PLK). Do dnia 18.06.2013 rozebrano wszystkie szyny oraz zlikwidowano dwa przejazdy kolejowo–drogowe (ul. Hallera i ul. Borki) leżące na przebiegu łącznicy. W chwili rozpoczęcia demontażu łącznicy nr 202a podg Borki został zamknięty (brak obsady dyżurnego ruchu, zwrotnice rozjazdów zamknięte w ustawieniu jazdy na wprost oraz wygaszone semafory).
Od dnia 27 czerwca 2013 r. Magistrala Północna była sukcesywnie rozbierana, począwszy od posterunku bocznicowego Siemianowice do posterunku odgałęźnego Borki i dalej w kierunku stacji Jęzor Centralny.

## Perspektywa reaktywacji
Przyjęty w roku 2010 przez PKP PLK projekt budowy linii kolejowej na lotnisko w Pyrzowicach zakładał, że nowo budowana linia na terenie gminy Piekary Śląskie przetnie w poziomie Magistralę Północną. W okolicy dzisiejszego podg Barbara miał powstać węzeł kolejowy pełniący następujące funkcje:
- odgałęzienie z Magistrali Północnej na nowo budowaną, dwutorową, zelektryfikowaną linię Katowice - Port lotniczy Pyrzowice (przez Chorzów Batory, Chorzów Stary, Ożarowice);
- połączenie z nowo budowaną, jednotorową, zelektryfikowaną łącznicą kolejową do stacji Bytom;
- odgałęzienie do bocznicy Szybu Witczak KWK Centrum.

Powiązanie Magistrali Północnej z węzłem bytomskim i chorzowskim byłoby silnym impulsem do wzrostu przewozów towarowych przez Magistralę w kierunku Wschód – Zachód (Jaworzno Szczakowa – Tarnowskie Góry/Bytom). Hipotetycznie możliwym do realizacji byłoby także zorganizowanie po Magistrali Północnej przewozów pasażerskich na takich odcinkach jak Mysłowice/Dąbrówka Mała – Michałkowice – Piekary Śląskie – Pyrzowice.

## Wykaz stacji i posterunków
Źródło:
| Nazwa posterunku    | Kilometraż | Rodzaj           | Stan                                               | Odgałęzienie |
| ------------------- | ---------- | ---------------- | -------------------------------------------------- | --- |
| Jęzor Centralny JCA | 0,000      | stacja           | czynny                                             | Sosnowiec Jęzor PKP Huta Cedler R1 Długoszyn PKP |
| Jęzor Centralny JCB | 1,108      | stacja           | czynny                                             | Jęzor JCC Bór Dolny |
| Kazimierz           | 3,081      | post. bocznicowy | zlikwidowany                                       | post podsadzkowy Kazimierz III |
| Mysłowice           | 5,897      | post. odgałęźny  | zlikwidowany                                       | bocznica ZE Będzin |
| Milowice R1         | 9,658      | post. odgałęźny  | zlikwidowany ok. 1999 r.                           | most podsadzkowy Milowice III most podsadzkowy Milowice V                                                                                               |
| Borki               | 10,367 km  | post. odgałęźny  | zamknięty 31.05.2013 r. zlikwidowany 26.06.2013 r. | Katowice Dąbrówka Mała PKP Roździeń Rd1 most podsadzkowy Bem most podsadzkowy Bogucice upadowa Borki                                                    |
| Wanda               | 13,675     | post. odgałęźny  | zlikwidowany ok. 2000 r.                           | most podsadzkowy Wanda most podsadzkowy Podsadzkowy I                                                                                                   |
| Jan                 | - - -      | post. bocznicowy | zlikwidowany                                       | most podsadzkowy Jan |
| Bańgów              | 17,593     | post. odgałęźny  | zamknięty 31.10.2004 r. zlikwidowany w 01.2005 r.  | Magistrala Błędowska - podg Rozkówka |
| Siemianowice        | 19,020     | post. bocznicowy | zamknięty 12.2013 r. zlikwidowany w 08.2014 r.     | most podsadzkowy Podsadzkowy II bocznica HALDEX Michał                                                                                                  |
| Azoty               | - - -      | post. odgałęźny  | zlikwidowany ok. 1999 r.                           | most podsadzkowy Północny most podsadzkowy Ignacy most podsadzkowy Azoty                                                                                |
| Zygmunt August      | 21,832     | stacja           | zamknięty 22.01.2015 r. zlikwidowany 03.2015 r.    | most podsadzkowy Zygmunt August II podg Karol Miarka - połączenie z siecią Magistrali Zachodniej                                                        |
| Lompa               | 23,633     | post. odgałęźny  | zlikwidowany w 2002 r.                             | most podsadzkowy Lompa |
| Barbara             |            | post. odgałęźny  | zlikwidowany w 2015 r.                             | Piekary Śląskie Szarlej PKP most podsadzkowy Witczak most podsadzkowy Barbara                                                                           |
| Julian              | 25,955     | post. odgałęźny  | zlikwidowany                                       | bocznica KWK Julian mosty podsadzkowe Julian I i II most podsadzkowy Bobrowniki bocznica KWK Andaluzja most podsadzkowy Żeromski most podsadzkowy Dołki |